# Elisabeth Leonskaja
Elisabeth Leonskaja   (Tbilisi, 23 de novembre de 1945) és una pianista i professora natural de Geòrgia, quan aquest país pertanyia a l'antiga Unió Soviètica. Filla de mare jueva, va néixer en el si d'una família d'origen rus. És considerada una pianista de referència internacional. Va abandonar la Unió Soviètica el 1978, fixant la seva residència a Viena, on va realitzar alguns enregistraments memorables, entre elles les sonates per a piano de Mozart en col·laboració amb Sviatoslav Richter, pianista amb el qual va establir un important vincle artístic i que la considerava la seva hereva.

## Biografia
Va començar a tocar el piano a sis anys, va fer el seu primer concert a onze anys. El 1964 va iniciar estudis musicals al conservatori de Moscou amb Jacob Milstein. Abans d'abandonar la Unió Soviètica el 1978 va guanyar diversos concursos de prestigi com l'Enesco, el Marguerite Long i el Reina Isabel. A l'inici de carrera concertística, va fer diversos recitals a duo amb Sviatoslav Richter, que van influir en el seu estil interpretatiu. D'ell diu Elizabeth: 
| « | Recordo el meu treball amb ell com probablement una de les èpoques més importants de la meva vida i encara avui en dia prenc coses d'aquella relació. Richter va ser una llum molt intensa que ha il·luminat el meu camí. | » |

 La seva aparició al Festival de Salzburg de 1979, va fonamentar l'èxit de la seva carrera internacional. Elizabeth Leonskaja toca regularment en les més importants sales de concerts del món i festivals, com el d'Edimburg, Viena, Ruhr i Schleswig-Holstein. Des del 2002 és Artista Resident del Konzerthaus de Dortmund.
Ha actuat amb directors com Kurt Masur, Colin Davis, Christoph Eschenbach, Kurt Sanderling, Mariss Jansons i Iuri Temirkànov. Col·labora amb grans orquestres com la Filharmònica de Berlín, la Gewandhaus de Leipzig, la Simfònica de Viena, la Filharmònica de Múnic, la London Philharmonic, la Concertgebouw d'Amsterdam, la Filharmònica de Los Angeles, Cleveland i Nova York, entre d'altres.
El seu estil destaca per la calidesa, claredat i elegància de les seves virtuoses interpretacions. Com a pianista de cambra, Elizabeth Leonskaja va col·laborar de prop amb l'"Alban Berg Quartet", el "Quartet Borodin", el "Quartet Guarneri", Heinrich Schiff i l'Orquestra de Cambra de la Filharmònica de Viena.

## Honors
Va resultar premiada en els concursos internacionals "Enescu", "Marguerite Long" i "Queen Elisabeth", entre d'altres. És membre honorari de la Konzerthaus de Viena i ha obtingut la Medalla d'Honor d'Àustria.

## Discografia
Ha realitzat enregistraments per a Teldec i ha rebut prestigiosos premis com el "Caecilia" per les sonates de Brahms i el "Diapason d'Or" per la seva gravació d'obres de Liszt. També es poden destacar la integral dels Nocturns i els Concerts 1 i 2 per a piano de Chopin amb la Filharmònica Txeca i Vladimir Ashkenazy, els Concerts 2 i 3 de Txaikovski amb la Filharmònica de Nova York i Kurt Masur, i els Concerts 1 i 2 de Dmitri Xostakóvitx amb la Saint Paul Chamber Orchestra i Hugh Wolff.
En el seu CD "PARIS" interpreta obres de Ravel, Debussy i Enescu per al segell discogràfic amb base a Berlín, eaSonus. El seu següent projecte discogràfic també per eaSonus, inclou totes les Sonates per a Piano de Schubert, compositor de què és una consumada especialista.